# Dimityr Talew
Dimityr Talew (ur. 1896, zm. 1966) – bułgarski pisarz.
Urodził się w Prilepie, mieście z terenów Macedonii, podówczas pozostającym jeszcze w granicach Imperium Osmańskiego. Temat ziemi rodzinnej często pojawiał się później w jego twórczości. W pierwszych opowiadaniach opisywał obyczajowość ojczystych stron, a jego tragiczne dzieje stały się kanwą utworów, zawartych w trylogii Lata zmagań (Усилни години, 1928–1930). Studiował w Zagrzebiu, Wiedniu i Sofii.
Do najważniejszych dzieł w dorobku pisarskim Talewa należy wielka tetralogia z dziejów Macedonii XIX i początku XX wieku. Pierwszą jej część Żelazny kaganek (Железният светилник) pisarz wydał w 1952 r. Był to utwór, wykorzystujący już nowsze doświadczenia prozy obyczajowo-psychologicznej, stanowiący udaną próbę rekonstrukcji obyczajowych, kulturalnych i społecznych przejawów życia epoki odrodzenia narodowego.
W szerokiej panoramie dziewiętnastowiecznego miasteczka z terenów Macedonii, ukazane zostały losy rodu Głauszewów. W perypetiach bohaterów ukazane zostały charakterystyczne procesy i zjawiska przebiegające w okresie bułgarskiego odrodzenia narodowego. Jak pisze Teresa Dąbek-Wirgowa: Poszukując w swych bohaterach witalizmu, sił duchowych i umiłowania piękna, pisarz zabarwił społecznie konfliktowy obraz dawnego świata wzruszeniem, jakie ruch odrodzeniowy budził u potomnych, i stworzył klimat liryczny.
W kolejnych tomach tetralogii, główny akcent zostaje przesunięty na wydarzenia historyczne, interpretowane z nowej perspektywy ideologicznej tak, iż kolejne utwory cyklu bliższe są powieści politycznej (cz. II: Dzwony Prespy - Преспанските камбани, 1954; cz. III: Dzień świętego Eliasza - Илинден, 1953; Słyszę wasze głosy - Гласовете ви чувам, 1966).